# Miku Hacune
Miku Hacune (japonsky 初音ミク, anglickým přepisem Miku Hatsune či Hatsune Miku), s kódovým jménem CV01, je japonský vocaloid vyvinutý společností Crypton Future Media, vydaný v roce 2007. Je vyobrazen jako 16letá dívka s dlouhými tyrkysovými copy a označován za virtuálního idola. Vystupuje na živých virtuálních koncertech Miku Expo jako animovaná projekce.
Miku Hacune využívá technologie syntetizující zpěv zvané Vocaloid 2, Vocaloid 3 a Vocaloid 4 od firmy Yamaha Corporation a editační software Piapro Studio společnosti Crypton Future Media. Její hlas je založen na hlasu japonské seijú Saki Fudžity.
Jméno postavy vzniklo spojením japonských slov první (初, hacu), hlas (音, ne) a budoucnost (ミク, miku), což dohromady znamená „první hlas budoucnosti“. Slovo „budoucnost“ (未来), jež se obvykle čte pomocí formy on’jomi jako mirai, je v případě Miku Hacune čteno formou nanori.

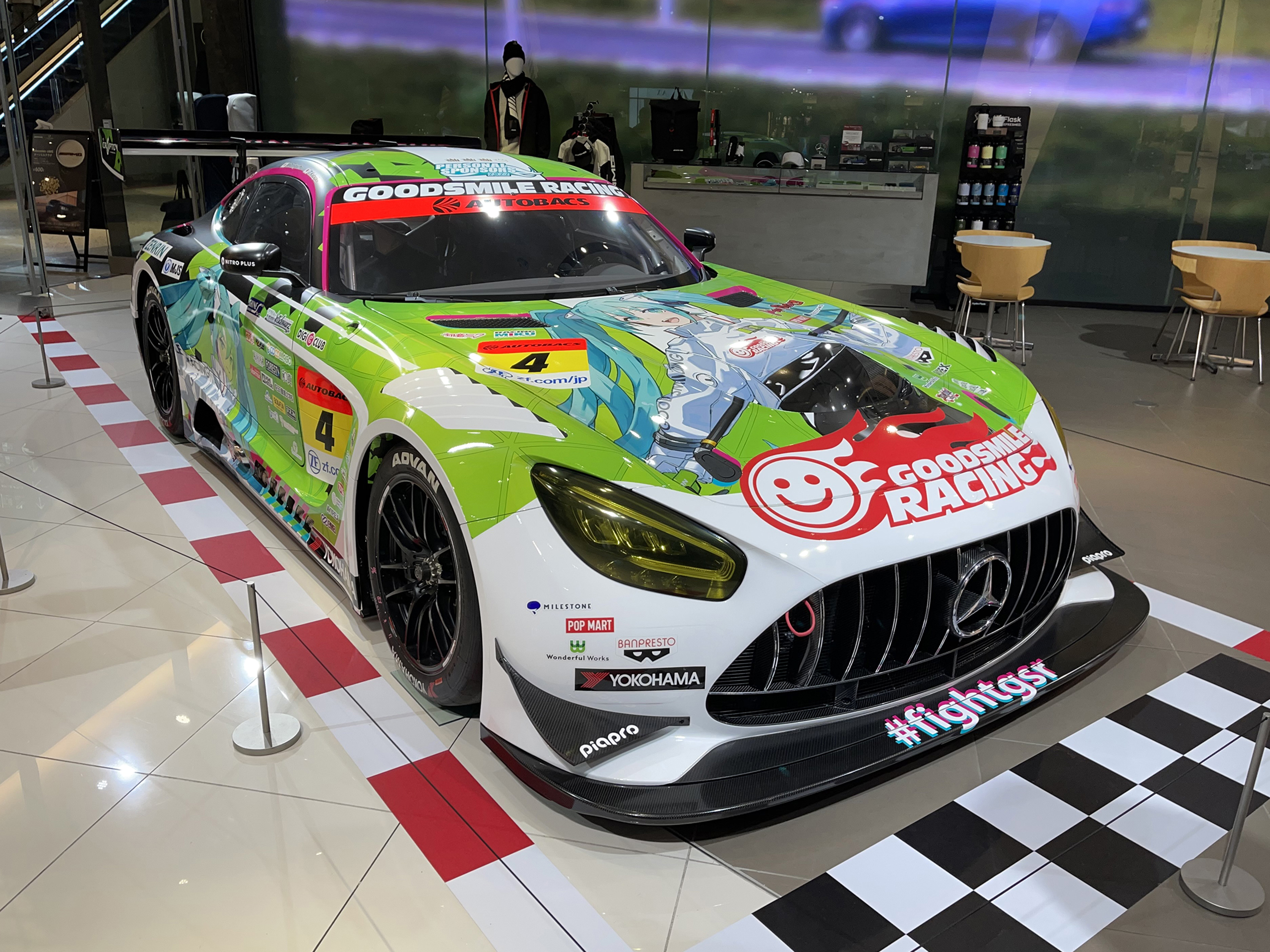
Mercedes-AMG GT3 s Miku Hacune, 2022

Ilustrace Miku Hacune a pěti dalších vocaloidů byly v roce 2012 společností Crypton Future Media uvolněny pod svobodnou licencí CC-BY-NC 3.0, takže může tyto postavy kdokoliv upravit a využívat k nekomerčním účelům, pokud uvede autora. Společnost Good Smile Company vyrábí figurky a plyšáky Miku Hacune a dlouhodobě sponzoruje závodní tým Good Smile Racing, jehož vozy mají výrazné polepy Miku ve stylu itaša. S Miku Hacune vznikla také série rytmických videoher Hatsune Miku: Project DIVA vydavatele Sega a v rámci spolupráce mezi mediálními franšízami se objevuje i v dalších videohrách – od ledna 2025 je například jednou z odemknutelných postav ve hře Fortnite Battle Royale. V lednu 2025 vyšel v Japonsku animovaný celovečerní film Gekidžóban Project Sekai: Kowareta Sekai to Utaenai Miku na motivy mobilní hry Hatsune Miku: Colorful Stage!